# Siniawka
Siniawka (biał. Сіняўка) – agromiasteczko (dawniej miasteczko) na Białorusi, w obwodzie mińskim, w rejonie kleckim, w sielsowiecie Siniawka.

## Historia
Znajduje się tu parafialna cerkiew prawosławna pw. św. Mikołaja Cudotwórcy.
Miasto magnackie Księstwa Kleckiego położone było w końcu XVIII wieku w powiecie nowogródzkim województwa nowogródzkiego.
W dwudziestoleciu międzywojennym miasteczko i wieś leżące w Polsce, w województwie nowogródzkim, w powiecie nieświeskim. Siedziba gminy Siniawka. W 1921 roku miejscowość liczyła 514 mieszkańców. W 1921 miasteczko liczyło 514 mieszkańców, zamieszkałych w 91 budynkach, w tym 353 Żydów, 99 Polaków i 62 Białorusinów. 379 mieszkańców było wyznania mojżeszowego, 75 prawosławnego i 60 rzymskokatolickiego. Wieś liczyła zaś 393 mieszkańców, zamieszkałych w 70 budynkach, w tym 361 Polaków, 31 Białorusinów i 1 osobę innej narodowości. 391 mieszkańców było wyznania prawosławnego i 2 mojżeszowego.
Podczas okupacji hitlerowskiej, w lecie 1941 roku Niemcy utworzyli getto dla żydowskich mieszkańców. Przebywało w nim około 600 osób. W czerwcu 1942 roku Niemcy zlikwidowali getto, a Żydów zamordowano przy drodze do Pińska. 
Po wojnie wieś weszła w struktury administracyjne Związku Radzieckiego. Od 1991 w niepodległej Białorusi.

## Ludzie związani z miejscowością
W 1906 we wsi urodził się Jarosław Iwaszkiewicz – polski lekarz, naukowiec, profesor nauk medycznych, specjalista w zakresie otolaryngologii, kierownik Katedry i Kliniki Chorób Uszu, Nosa, Gardła i Krtani Akademii Medycznej w Gdańsku w latach 1948–1976.